# Turnaia opaca
Turnaia opaca là một loài bọ cánh cứng trong họ Cerambycidae.